# Maurice Tombragel
Maurice Tombragel (Covington, Kentucky, 9 de març de 1913 - Lake Oswego, Oregon, 20 de gener de 2000) va ser un guionista estatunidenc conegut entre altres coses pel seu treball als Walt Disney Pictures als anys 60.

## Filmografia cinematogràfica
- 1939 : Tropic Fury
- 1939 : Legion of Lost Flyers
- 1940 : Danger on Wheels
- 1940 : Zanzibar
- 1940 : Hot Steel
- 1941 : Horror Island
- 1941 : Mutiny in the Arctic
- 1941 : Men of the Timberland
- 1941 : Raiders of the Desert
- 1941 : Road Agent
- 1942 : Sweetheart of the Fleet
- 1942 : Danger in the Pacific
- 1942 : Stand By All Networks
- 1943 : Two Señoritas from Chicago
- 1944 : The Great Alaskan Mystery
- 1944 : Music in Manhattan
- 1944 : The Mystery of the Riverboat
- 1947 : The Lone Wolf in Mexico
- 1948 : The Prince of Thieves
- 1948 : The Return of the Whistler
- 1948 : Trapped by Boston Blackie
- 1948 : The Creeper
- 1948 : Thunder in the Pines
- 1948 : Highway 13
- 1949 : Boston Blackie's Chinese Venture
- 1949 : Arson, Inc.
- 1949 : Sky Liner
- 1950 : The Daltons' Women
- 1950 : Hostile Country
- 1950 : Marshal of Heldorado
- 1950 : Crooked River
- 1950 : Motor Patrol
- 1950 : Colorado Ranger
- 1950 : West of the Brazos
- 1950 : Fast on the Draw
- 1951 : Man from Sonora
- 1951 : Kentucky Jubilee
- 1951 : Lawless Cowboys
- 1952 : The Frontier Phantom
- 1952 : Night Raiders
- 1952 : Trail of the Arrow
- 1952 : The Yellow Haired Kid
- 1952 : The Ghost of Crossbones Canyon
- 1952 : Behind Southern Lines
- 1953 : Two Gun Marshal
- 1954 : Trouble on the Trail
- 1954 : The Two Gun Teacher
- 1954 : Marshals in Disguise
- 1955 : Timber Country Trouble
- 1955 : The Titled Tenderfoot
- 1955 : The Matchmaking Marshal
- 1955 : Phantom Trails
- 1957 : The Dalton Girls
- 1958 : Fort Bowie
- 1958 : Street of Darkness
- 1960 : Gundown at Sandoval
- 1962 : Moon Pilot
- 1966 : Elfego Baca: Six Gun Law
- 1967 : Monkeys, Go Home!
- 1973 : Running Wild